# Peptidilprolilna izomeraza
Peptidilprolilna izomeraza (EC 5.2.1.8, PPIaza, ciklofilin, peptid vezana izomeraza, peptidilna-prolil cis-trans izomeraza) je enzim sa sistematskim imenom peptidilprolin cis-trans-izomeraza. Ovaj enzim katalizuje sledeću hemijsku reakciju
peptidilnaprolin (omega = 180) {\displaystyle \rightleftharpoons } peptidilnaprolin (omega = 0)
Prvi pronađeni tip ovog enzima je proteinski ciklofilin, koji vezuje imunosupresant ciklosporin A. Postoje druge distinktne familije. Među njima su FK-506 vezujući proteini (FKBP).

## Literatura
- Nicholas C. Price; Lewis Stevens (1999). Fundamentals of Enzymology: The Cell and Molecular Biology of Catalytic Proteins (Third изд.). USA: Oxford University Press. ISBN 019850229X.
- Eric J. Toone (2006). Advances in Enzymology and Related Areas of Molecular Biology, Protein Evolution (Volume 75 изд.). Wiley-Interscience. ISBN 0471205036.
- Branden C; Tooze J. Introduction to Protein Structure. New York, NY: Garland Publishing. ISBN 0-8153-2305-0.
- Irwin H. Segel. Enzyme Kinetics: Behavior and Analysis of Rapid Equilibrium and Steady-State Enzyme Systems (Book 44 изд.). Wiley Classics Library. ISBN 0471303097.

## Spoljašnje veze
- Peptidylprolyl+isomerase на 